# Seleção Japonesa de Futebol
A Seleção Japonesa de Futebol representa o Japão nas competições de futebol da FIFA. É filiada à instituição desde 1929. É administrada pela Japan Football Association. Já disputaram sete Copas do Mundo, sendo uma das mais bem sucedidas seleções asiáticas dos últimos tempos.

## História

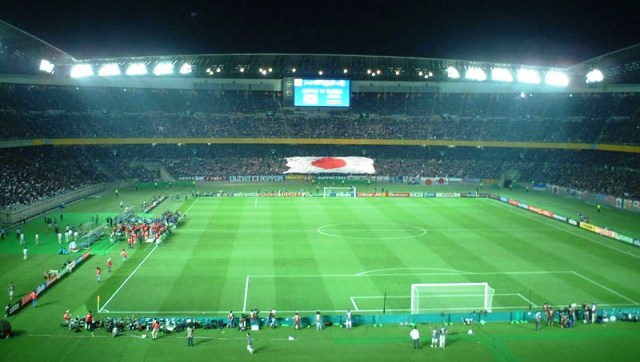
Estadio Internacional de Yokohama

### Era Pré-Guerra
Os primeiros jogos internacionais do Japão foram nos Jogos do Extremo Oriente de 1917, em Tóquio, onde foi representado por uma equipe da Escola Superior de Tóquio. Embora o Japão tenha feito grandes apresentações na natação, beisebol e atletismo, seu time de futebol sofreu derrotas retumbantes para a República da China e as Filipinas.
No entanto, o jogo foi promovido nas escolas japonesas na década de 1920. A Associação de Futebol do Japão foi formada em 1921, e o Japão ingressou na FIFA em maio de 1929.
A primeira "verdadeira" equipe nacional do Japão (em oposição a uma equipe universitária escolhida para representar o país) foi escalada nos Jogos do Extremo Oriente de 1930 e empatou com a China pelo título do campeonato. Shigeyoshi Suzuki treinou a equipe nacional para sua primeira aparição olímpica nos Jogos Olímpicos de Verão de 1936 em Berlim. O Japão foi um participante para as Eliminatórias  da Copa do Mundo FIFA de 1938, mas desistiu antes de sua partida de qualificação agendada contra as Índias Orientais Holandesas.
Depois que a Segunda Guerra Mundial começou para valer, o Japão não participou de competições internacionais, exceto por algumas partidas contra a Manchúria e outras colônias.
Sua última partida antes da guerra para fins de classificação do Elo foi um amistoso contra as Filipinas em junho de 1940.
Enquanto a Coreia estava sob domínio japonês, vários coreanos jogaram em competições internacionais pelo Japão, incluindo Kim Young-sik (1936–40), Kim Sung-gan (1940) e Lee Yoo-hyung (1940).

### Era Pós-Guerra
A estreia do Japão no pós-guerra foi nos Jogos Asiáticos de 1951, na Índia. O Japão voltou para a FIFA em 1950 e jogou nas eliminatórias para a Copa do Mundo FIFA de 1954, mas perdeu a vaga de qualificação da AFC para a Coreia do Sul após duas partidas, começando uma rivalidade intensa.
O Japão também se juntou à Confederação Asiática de Futebol em 1954.
Dettmar Cramer ingressou na seleção japonesa como técnico em 1960 e ajudou a liderar a equipe às oitavas de final nos Jogos Olímpicos de Verão de 1964, em Tóquio. A primeira grande conquista do Japão no futebol internacional veio nos Jogos Olímpicos de Verão de 1968 na Cidade do México, onde o time ganhou a medalha de bronze.
Embora esse resultado tenha rendido ao esporte um maior reconhecimento no Japão, a ausência de uma liga doméstica profissional atrapalhou seu crescimento e o Japão só se classificaria para a Copa do Mundo da FIFA 30 anos depois.
No entanto, o Japão chegou perto de se classificar para a Copa do Mundo FIFA de 1986, mas perdeu para a Coreia do Sul nas partidas decisivas.
O Japão fez sua primeira participação na Copa da Ásia em 1988, onde foi eliminado na fase de grupos após um empate com o Irã e derrotas para a Coreia do Sul, Emirados Árabes Unidos e Catar.
O final da década de 1980 viu movimentos concretos para profissionalizar o esporte no Japão. A JFA introduziu um sistema de Jogador Licenciado Especial em 1986, permitindo que um número limitado de jogadores profissionais competisse na liga nacional semi-profissional. Comitês de ação foram realizados em 1988 e 1989 para discutir a introdução de uma liga profissional completa no Japão.

### A ascensão do futebol japonês na década de 90 e primeiro título continental 92
Em 1992 começou a era do futebol profissional no Japão, nasceu a J-League e de fato os jogadores japoneses, atleticamente mais preparados, e também mais competitivos, elevaram sua seleção nacional a um nível superior, e em poucos anos viram o primeiro resultados positivos: na verdade, o Japão venceu a Copa da Ásia, vencendo o grupo como primeiro classificado ao empatar em 0-0 contra os Emirados Árabes Unidos e 1-1 contra a Coreia do Norte graças a um gol de Masashi Nakayama após a desvantagem inicial, para depois vencer Irã com gol de Kazuyoshi Miura por 1 a 0, então enfrentará a China nas semifinais que assume a liderança já no primeiro minuto, mas depois o Japão poderá empatar e vencer por 3 a 2, chegando à Arábia Saudita na final em 8 de novembro de 1992, obtendo um vitória por 1 a 0 graças ao gol de Takuya Takagi. Em 1994, o Japão participa da fase de eliminatórias para a Copa do Mundo de 94 dos EUA, mas não acerta a meta. O desafio decisivo da qualificação, contra o Iraque em 1994, é conhecido como a Agonia de Doha: os japoneses, forçados a vencer, falham e não conseguem se qualificar. O evento gera muita tristeza no país, que graças à J.League tem se tornado cada vez mais apaixonado pelo futebol. Após a Copa do Mundo de 1994, o Japão disputou a Copa das Confederações de 95 como campeão asiático , mas não chegou à fase final, perdendo por 3 a 0 contra a Nigéria e por 5 a 1 contra a Argentina.
Em 1996, tendo em vista a próxima Copa da Ásia, a seleção japonesa fará vários amistosos com excelentes resultados, jogará contra o México que assumirá a liderança por dois gols, mas com uma reviravolta inesperada a seleção japonesa vencerá por 3-2, venceu também o Uruguai por 5-3 e a Tunísia por 1-0. Os japoneses entram nas eliminatórias da Copa da Ásia como os primeiros do grupo, vencendo todos os jogos contra o Uzbequistão (4-0), Síria (2-1) e China (1-0), mas estão eliminados nas quartas-de-final em 15 de dezembro. , 1996 perdendo por 2-0 para o Kuwait.

### Estreia mundial 1998 e o segundo titulo continental 2000 e o vice da Copa das Confederações 2001
A primeira presença do Japão no Mundial foi na edição de 1998, o Irã mais uma vez tenta atrapalhar, mas desta vez o Japão consegue vencer por 3 a 2 graças ao gol de ouro de Masayuki Okano ao obter a qualificação. Na Copa do Mundo da França, foi eliminado na primeira fase perdendo todas as partidas: 1 a 0 contra Argentina e Croácia e 2 a 1 contra a já eliminada Jamaica .
E foram o primeiro não americano a ser convidado para a Copa América, na edição de 1999 organizada pelo Paraguai, o Japão saiu na primeira fase, terminando em último no grupo com os donos da casa do Paraguai após uma pesada derrota por 4 a 0, contra o Peru . tem uma partida muito disputada e equilibrada, mas perderá por 3-2, conquistando apenas um ponto no empate em 1-1 com a Bolívia, graças a um pênalti convertido por Wagner Lopes, jogador brasileiro naturalizado japonês.
Em 2000, ele subiu ao pódio dos vencedores pela segunda vez na Copa da Ásia. Depois de ter passado a fase de grupos, empatado em 1 a 1 com o Catar e depois de ter obtido duas excelentes vitórias, vencendo por 4 a 1 na Arábia Saudita e 8 a 1 no Uzbequistão, nas quartas de final elimina o Iraque.
Na semifinal, ele venceu a China por 3 a 2 e, finalmente, derrotou a Arábia Saudita por 1 a 0 na final, com um gol de Mochizuki, elevando ao céu sua segunda Copa da Ásia.
O bom momento continua com um ótimo desempenho na Copa das Confederações de 2001: no grupo consegue duas vitórias consecutivas ao vencer o Canadá por 3-0 e 2-0 e Camarões , enquanto um prestigioso 0-0 com o Brasil garante aos asiáticos a primeira colocação no Ranking . A Austrália venceu a Austrália por 1 a 0 nas semifinais , enquanto perdeu por 1 a 0 para a campeã mundial França na final.
O Japão é a segunda seleção asiática a conquistar a prata da Copa das Confederações, depois da Arábia Saudita.

### A Copa do Mundo no Japão 2002 e Copa das Confederações 2003
Dois anos depois, sediou junto com a Coreia do Sul na Copa do Mundo de 2002. 
Após o 2 a 2 contra a Bélgica na partida de abertura, a seleção nipônica conseguiu passar para a próxima rodada ao vencer por 1 a 0 a Rússia e por 2 a 0 à Tunísia . Na segunda rodada, porém, são impedidos pela revelação da Turquia, que então chega em terceiro, por 1x0.
Também em 2003, o Japão é convidado para a Copa das Confederações, novamente em virtude do fato de ser a equipe campeã asiática. Mas a seleção nipônica não consegue repetir o bom desempenho de dois anos antes: depois de 3 a 0 para a Nova Zelândia, e perde por 2 a 1 com a França e 1 a 0 com a Colômbia, não tendo assim acesso à final fase.

### Terceiro título continental 2004 e Copa das Confederações 2005 e Copa do Mundo 2006
Depois da Copa do Mundo em casa, o Japão conquistou sua terceira Copa da Ásia em 2004, a segunda consecutiva, derrotando a Jordânia nas quartas de final nos pênaltis, nas semifinais do Bahrein por 4-3 na prorrogação, e na final a China com um 3.
A edição de 2005 da Copa das Confederações também deve ser esquecida pelo Samurai Azul: a derrota para o México no primeiro dia faz a vitória sobre a Grécia, campeã europeia, e o empate quase no final contra o Brasil (posteriormente vencedor do torneio) inútil., eliminando o Japão pelo saldo de gols.
Em 8 de junho de 2005, o Japão se classificou pela terceira vez para a Copa do Mundo ao vencer a Coreia do Norte por 2 a 0 em Bangkok (campo neutro).

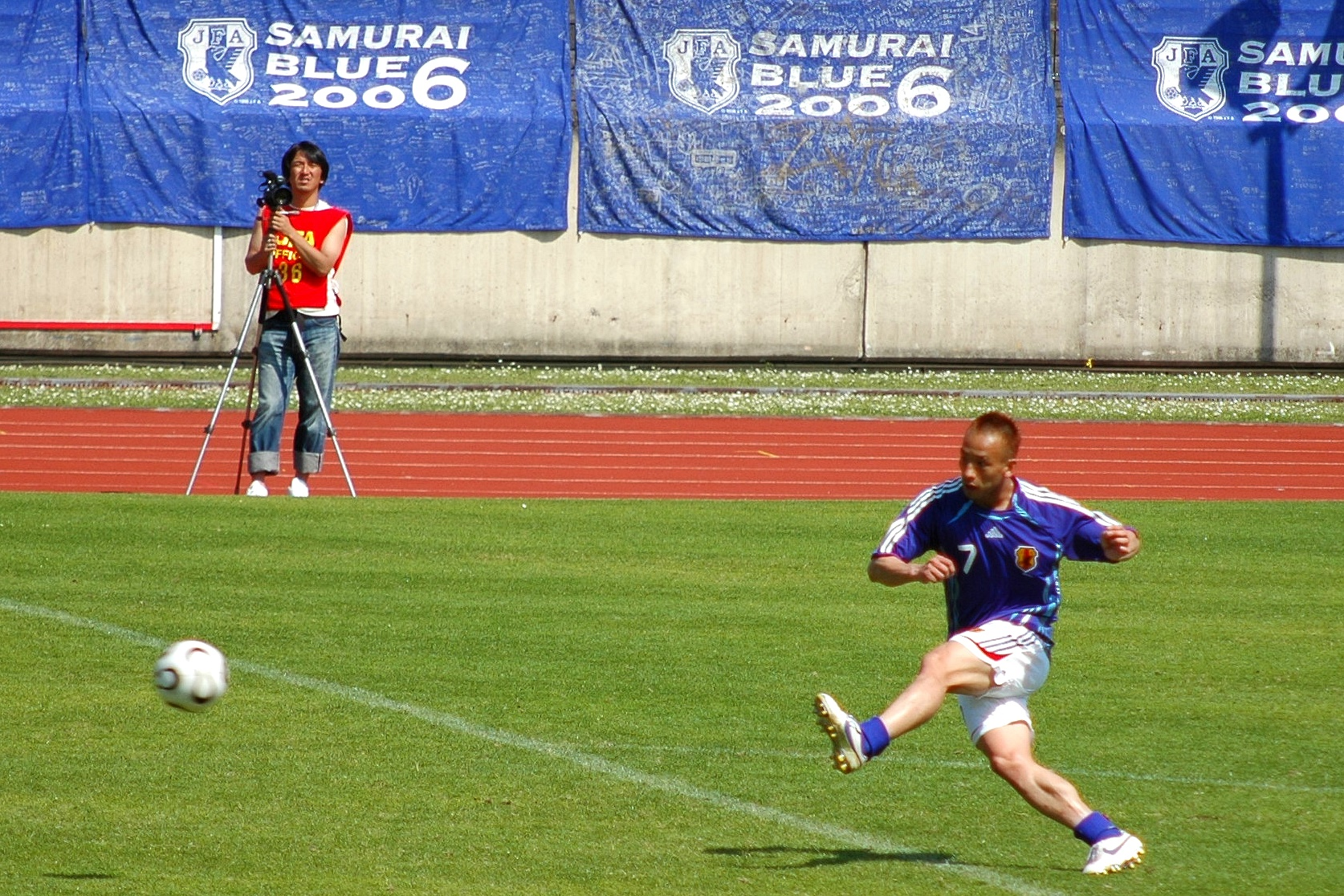
Copa do Mundo 2006

A Copa do mundo 2006 na Alemanha vem em quarto lugar no grupo F, que também inclui Austrália , Brasil e Croácia : derrota por 3-1 na primeira partida contra a Austrália, empate 0-0 contra a Croácia e colapso final contra o Brasil, que venceu por 4-1 apesar dos japoneses iniciais vantagem.

### Copa da Asia 2007 e Copa do Mundo 2010
O ciclo de vitórias continentais foi interrompido em 2007, quando o Japão, após perder na semifinal e também a disputar pelo 3º lugar com a Coreia do Sul , terminou em quarto lugar na Copa da Ásia.
Nos Jogos Olímpicos de Pequim 2008 a seleção foi eliminada na primeira rodada: os japoneses sofreram 3 derrotas em 3 jogos contra Estados Unidos , Nigéria e Holanda , com um gol marcado e quatro sofridos. Após a troca de treinador, a seleção japonesa inicia 2009 com amistosos. Nos meses seguintes, a seleção japonesa prevaleceu sobre o Bahrein e em amistoso contra o Chile, vencendo as duas partidas. Em junho, ele se classificou para a Copa do Mundo da África do Sul, graças a outro empate com os australianos.
Na fase final da Copa do Mundo de 2010, o Japão está incluído em um grupo difícil com Holanda , Dinamarca e Camarões. Bem colocado em campo pelo retorno do técnico Takeshi Okada, na partida inaugural obteve uma vitória por 1-0 sobre Camarões, depois foi derrotado por 0-1 pela Holanda. No confronto decisivo para a passagem da rodada, os japoneses venceram a Dinamarca por 3 a 1 e assim conquistaram a segunda colocação do grupo atrás da Holanda, classificando-se para a fase de mata-mata. Foi o maior número de gols da seleção em um jogo de Copa. Nos oitavos-de-final foram derrotados pelo Paraguai por 5 a 3 nos pênaltis, após uma partida disputada que terminou em 0 a 0 na prorrogação.
O Japão, portanto, repete o caminho de oito anos antes, na Copa do Mundo em casa.

### Quarto título continental 2011 e Era Zaccheroni
Em 30 de agosto de 2010, o italiano Alberto Zaccheroni foi nomeado técnico. Em outubro de 2010, o Japão alcançou uma vitória histórica amistosa contra a Argentina, vencendo por 1 a 0 graças a um gol de Shinji Okazaki.
Em janeiro de 2011, ele ganhou a Copa da Ásia depois de uma jornada confiável. A partida de abertura contra a Jordânia foi empatada, ele levou a melhor sobre a Síria e dominou a Arábia Saudita, acessando as quartas de final. Contra o Catar, o dono da casa voltou atrás e venceu por 3-2. A semifinal contra a Coreia do Sul é muito disputada e termina em 2 a 2. Nos pênaltis, os japoneses marcam três vezes, enquanto os sul-coreanos erram três chutes consecutivos da marca. Na final, o time de Zaccheroni vence por 1 a 0 a Austrália com gol marcado na prorrogação, graduando-se pela quarta vez campeã nesta competição.
De 3 a 24 de julho de 2011, o Japão deveria ter participado, a convite da CONMEBOL, da Copa América. Na sequência do terramoto de Sendai de 11 de março de 2011 e do consequente desastre de Fukushima, a Federação Japonesa de Futebol anunciou posteriormente, a 4 de abril, a retirada da seleção nacional da Copa América, devido ao adiamento do campeonato nacional de futebol. (cuja retomada, após a suspensão causada pelo terremoto, foi marcada para 26 de junho), o que teria criado problemas de calendário insuperáveis com a competição sul-americana. 
Em 14 de abril, porém, a federação japonesa de futebol voltou à decisão e confirmou a participação do Japão na Copa América, com uma seleção de jogadores militantes em ligas europeias, para superar os problemas de concorrência com o campeonato nacional. Por fim, a Federação Japonesa de Futebol renuncia definitivamente à participação na Copa América no dia 17 de maio, devido à escassez de jogadores disponíveis, dando lugar à Costa Rica.
No dia 15 de novembro, o Japão perdeu por 1 a 0 fora para a Coreia do Norte (partida pela qualificação para a Copa do Mundo no Brasil de 2014), depois de estar invicto desde a derrota (1 a 0 Holanda x Japão na Copa do Mundo de 2010); apesar disso, o Japão se classificou matematicamente para a próxima rodada. Em 12 de outubro de 2012 , o Japão derrotou a França por 1 a 0 pela primeira vez na história, em um amistoso disputado em Paris.

### Copa das Confederações 2013, Copa do Mundo 2014 e Copa da Ásia 2015
Em 4 de junho de 2013, o Japão se classificou para a Copa do Mundo de 2014. Na partida decisiva contra a Austrália o gol que classifica os japoneses é Keisuke Honda em cobrança de pênalti aos 91 minutos.
Em junho de 2013, o Japão participa da Copa das Confederações, no Brasil, onde faz parte do grupo A ao lado dos anfitriões, Itália e México. Ele perdeu o primeiro jogo por 3 a 0 contra o Brasil. No segundo jogo rende-se à Itália por 4-3 (depois de ter estado na frente por dois golos) e este resultado sancionou a sua eliminação do torneio. No último jogo perdeu por 1-2 frente ao México, encerrando a prova na última colocação do grupo.
Na Copa do Mundo de 2014 no Brasil, o Japão foi incluído no grupo C junto com Colômbia , Grécia e Costa do Marfim. Os japoneses começaram o campeonato mundial com uma derrota para a Costa do Marfim (2-1). Empatou 0-0 com a Grécia, depois de jogar a maior parte do jogo com mais um jogador. Contra a Colômbia perdeu por 1 a 4 e, portanto, fechou o grupo na última colocação, com apenas um ponto em seu crédito. Após a Copa do Mundo, o técnico italiano Alberto Zaccheroni renunciou e em seu lugar entrou, em julho de 2014, Javier Aguirre, que mudou o esquema de jogo de 4-2-3-1 para 4-3-3 e focou nos jogadores que tinham o lugar de largada na J-League, deixando muitos veteranos de fora.
Na Copa da Ásia de 2015 disputada na Austrália, os japoneses foram colocados no grupo D com Jordânia , Palestina e Iraque . Na primeira partida os japoneses venceram a Palestina por 4 a 0, depois também venceram os jogos contra Iraque e Jordânia, terminando o grupo na primeira colocação com todos os pontos. Nas quartas-de-final, o Japão desafiou os Emirados Árabes Unidos e foi inesperadamente derrotado por eles nos pênaltis, deixando assim a semifinal para os Emirados Árabes Unidos. Para os japoneses foi o pior desempenho na copa em 19 anos. O treinador Aguirre, acusado de corrupção por um episódio que começou na época 2010-2011, quando treinava o Real Zaragoza, foi despedido e, a partir de março de 2015, Vahid Halilhodžić o substituiu.

### Copa do Mundo 2018 e Copa da Ásia 2019

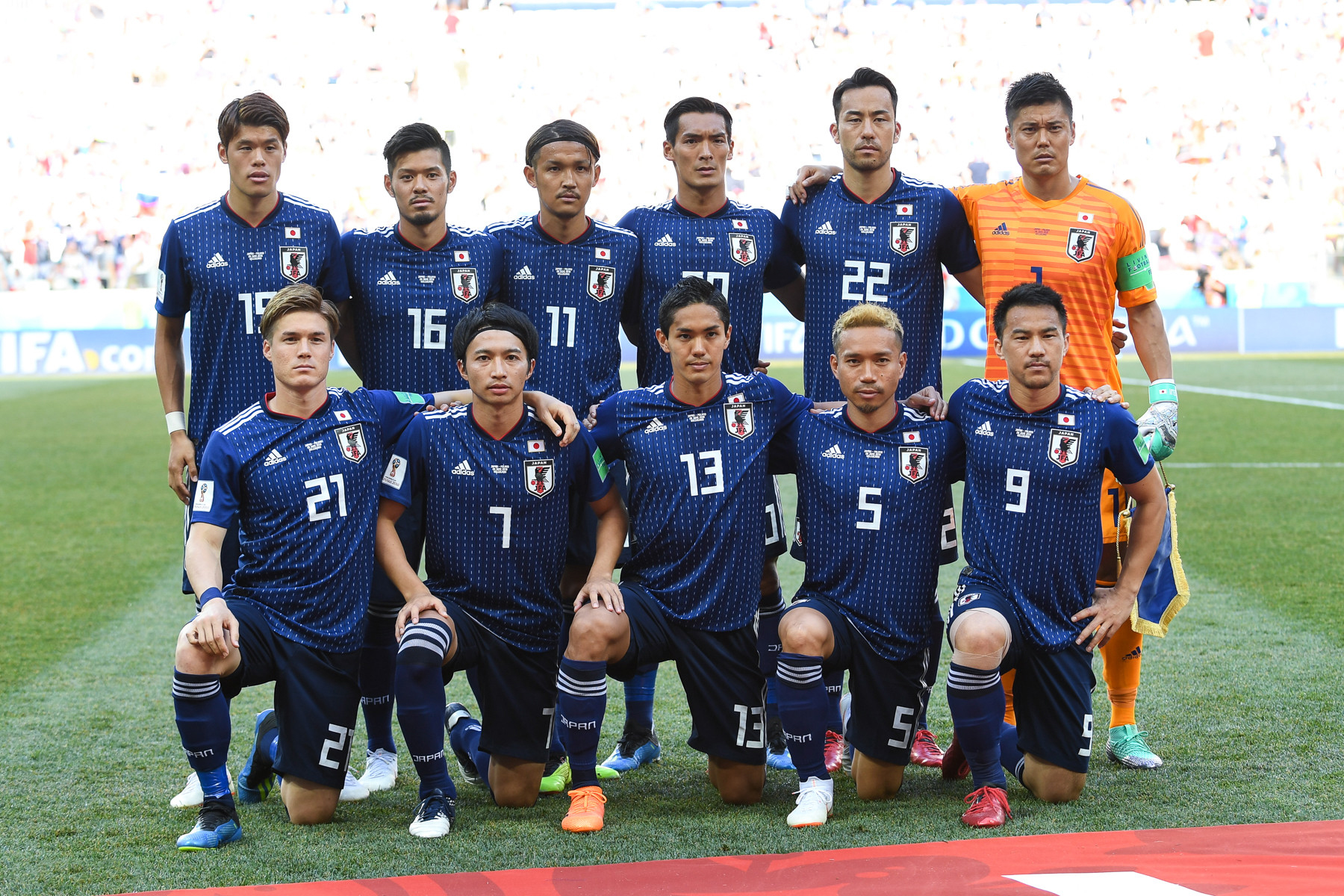
Copa do Mundo 2018

No dia 16 de junho de 2015 teve início a segunda fase das eliminatórias da Copa do Mundo de 2018 da seleção japonesa, fase que terminou a 26 de maio e que os japoneses passaram de forma brilhante, sem derrota no Grupo E com a Síria, Afeganistão, Singapura e Camboja, com balanço de um empate e sete vitórias. O resultado permitiu que eles se classificassem para a Copa da Ásia de 2019 no início de março.
A terceira rodada das eliminatórias da AFC para a Copa do Mundo 2018 na Rússia começou no dia 1º de setembro. O Grupo B da segunda fase mostrou-se bastante competitivo, com as seleções da Arábia Saudita , Austrália, Emirados Árabes Unidos, Iraque e Tailândia. O Japão começou mal esta fase, perdendo em casa (1-2) para os Emirados Árabes Unidos, mas depois conseguiu cinco vitórias e dois empates. Em 31 de agosto, derrotando a Austrália por 2 a 0, ele se classificou para sua sexta Copa do Mundo consecutiva, a da Rússia 2018.
O último jogo perdido por 0-1 contra a Arábia Saudita em 5 de setembro de 2017 foi irrelevante para efeitos de qualificação.
A seleção japonesa conquistou assim uma vaga na Copa do Mundo da Rússia, mas dois meses após o início da competição, o treinador Halilhodžić foi demitido por "problemas de comunicação com os jogadores, que haviam perdido a fé nele". Ele foi substituído por Akira Nishino, o diretor técnico federal. Na primeira fase do torneio da Copa do Mundo do Japão ele teve como adversários no Grupo H Colômbia, Senegal e Polônia. Em 19 de junho, em superioridade numérica por quase toda a partida devido à expulsão de um futebolista colombiano, ele venceu a primeira partida contra o favorito Colômbia por 2 a 1, graças aos gols de Shinji Kagawa e Yuya Osako, conquistando sua primeira vitória contra a seleção nacional da CONMEBOL em partidas oficiais.
Em seguida, empatou com o Senegal no dia 24 de junho (2-2) com gols de Takashi Inui e Keisuke Honda e quatro dias depois foi derrotado pela Polônia já eliminada (1-0). Nesse momento, os japoneses se encontravam em situação de absoluta igualdade com os senegaleses: igualdade de pontos, igualdade de gols, igualdade de gols marcados e até na partida direta. Para estabelecer a segunda equipe do grupo qualificada, além da Colômbia, foi utilizado o critério do menor número de cartões amarelos e vermelhos, critério que premiou os japoneses, que então se classificaram para as oitavas de final. Contra os favorito belgas os japoneses saíram na frente por dois gols no segundo tempo (2-0), mas depois sofreram a reviravolta dos adversários, que marcaram o gol decisivo aos 94 minutos de jogo, derrotando assim os japoneses e eliminando-os do campeonato mundial que saiu com suas cabeças erguidas por seu jogo limpo.
Após a Copa do Mundo, o banco do Japão foi confiado a Hajime Moriyasu, que continua a ocupar o cargo de técnico da seleção japonesa Sub-23. Na linha de largada da Copa da Ásia 2019 , nos Emirados Árabes Unidos, o Japão é um dos candidatos à vitória final. A seleção nipônica supera o grupo F na primeira colocação ao vencer todas as partidas, contra o Turcomenistão (3-2), Omã (1-0) e Uzbequistão (2-1). Nas oitavas de final, ele derrotou a Arábia Saudita por 1 a 0, enquanto nas quartas de final bateu o Vietnã por 1 a 0, antes de eliminar o Irã(3-0) nas semifinais, garantindo assim o acesso à final contra o Catar. Pela primeira vez em sua história, a seleção nipônica perdeu uma final de copa continental, sendo derrotada por 3 a 1 para o Catar.
Convidado junto com o Catar para participar da Copa América 2019, o Japão foi eliminado na primeira fase, no grupo com o Chile, onde perdeu por 4 a 0, e empatou com o Uruguai por 2 a 2 e o Equador por 1 a 1.

### Copa do Mundo de 2022
Em sua estreia, venceu a Alemanha por 2 a 1, em sua primeira vitória de virada em copas do mundo, sendo também o primeiro triunfo contra uma ex-campeã. Na segunda rodada, em que era o favorito, perdeu por 1 a 0 para a Costa Rica. Na terceira rodada repetiu o feito da primeira, batendo de novo uma ex-campeã de virada: 2 a 1 sobre a Espanha, garantindo o primeiro lugar do grupo.

### Copa da Ásia de 2023
Com uma bem-sucedida Copa do Mundo de 2022 e uma série de 10 vitórias consecutivas em todas as competições desde junho de 2023, muitas delas em grande estilo, o Japão foi considerado o favorito para a Copa das Nações Asiáticas de 2023 no Catar, especialmente porque o Samurai Blue teve um forte esquadrão. O Japão, porém, foi a maior decepção do torneio, apresentando um desempenho catastrófico. Os homens de Hajime Moriyasu começaram o torneio com uma vitória pouco convincente sobre um time vietnamita privado de vários jogadores importantes (4–2, tendo quebrado o impasse aos 85 minutos e perdido por 1–2 logo após a marca de meia hora), antes de ir para jogar um jogo de pesadelo contra o Iraque (1–2). Esta derrota, a primeira do Japão na fase de grupos desde a sua primeira participação na final continental em 1988, condenou-os a terminar em segundo lugar no grupo devido ao seu registo desfavorável no confronto directo. A Terra do Sol Nascente garantiu os pontos ao vencer a Indonésia (3–1) e depois eliminou o Bahrein pelo mesmo placar nas oitavas de final. O Japão enfrentou o Irã nas quartas de final para uma revanche das semi-finais da edição anterior. final, e começou o jogo de forma perfeita com o gol de Hidemasa Morita aos 28 minutos, antes de cair completamente no segundo tempo, sucumbindo aos ataques ferozes do Irã e sem ideias para incomodar o time Melli no contra-ataque, que se vingou e virou a partida de cabeça para baixo graças a alguns erros defensivos flagrantes de Kō Itakura (1–2). Esta eliminação foi um verdadeiro fiasco para uma seleção japonesa que havia sofrido 2 derrotas na mesma competição, incluindo uma na 1ª rodada, algo que não acontecia desde a edição de 1988 (um empate e 3 derrotas), mas foi a primeira desde que o futebol japonês se tornou profissional. Em particular, o Japão mostrou sinais preocupantes na defesa, sofrendo pelo menos um golo em cada jogo, muitos deles por erros evitáveis do inexperiente guarda-redes Zion Suzuki (devido à retirada dos habituais guarda-redes titulares) ou pela sua articulação defensiva, que, ao contrário da edição anterior, muitas vezes ficou sobrecarregado; tudo isso enquanto muitas vezes jogamos em corrente alternada e reagimos tarde demais ou exibimos intermitentemente uma cara apática (um não jogo no primeiro tempo contra o Iraque, uma falha no segundo tempo contra o Irã). A equipa também teve de enfrentar uma polémica extra-desportiva, com a saída repentina de Junya Itō pouco antes do jogo crucial contra os persas, tendo o jogador de Reims sido acusado de agressão sexual.

### Copa do Mundo 2026
Em 20 de março de 2025, uma vitória por 2 a 0 contra o Bahrein fez com que o Japão se tornasse o primeiro país não-sede a se classificar para a Copa do Mundo FIFA de 2026. 

## Imagem da equipe

### Apelidos
O time japonês é conhecido pelos fãs e pela mídia como "Samurais Azuis" (em japonês: サムライ・ブルーe em inglês: Samurai Blue)
Embora a equipe não tenha um apelido oficial como tal, geralmente é conhecido pelo nome do técnico que comanda a equipe. Exemplo como é chamado de "Moriyasu Japan".

### Uniformes
O design do uniforme da seleção nacional passou por várias alterações no passado. No início dos anos 80, o uniforme era branco com detalhes em azul. Os uniformes usados para a Copa da Ásia de 1992 consistiam em listras brancas (estilizadas para formar uma asa) com diamantes vermelhos. Durante a Copa da Ásia de 1996 e na Copa do Mundo de 1998, os uniformes da seleção nacional eram camisas azuis com desenhos de chamas vermelhas e brancas nas mangas e foram desenhados pela JFA (com o patrocinador alternando a cada ano entre Asics, Puma e Adidas). O design de 1996 foi reproduzido em um uniforme especial usado contra a Síria em 7 de junho de 2017.
O Japão usa azul e branco em vez de vermelho e branco devido a uma superstição e por esta ser a cor da bandeira da federação de futebol do país. O Japão usou camisas azuis pela primeira vez nos Jogos do Extremo Oriente de 1930, onde uma equipe da Universidade Imperial de Tóquio (cuja cor é azul claro) representou o Japão vestindo camisas azuis claras, e depois em uma vitória por 3 a 2 sobre a Suécia no primeiro jogo de sua primeira grande competição internacional, os Jogos Olímpicos de Verão de 1936. Quando o Japão foi treinado por Kenzo Yokoyama (1988–1992), os kits eram vermelhos e brancos, combinando com as cores da bandeira nacional do Japão. Após os fracassos nas eliminatórias da Copa do Mundo FIFA de 1990 e nos Jogos Olímpicos de Verão de 1992, a camisa vermelha foi descartada.
Na Copa das Confederações de 2013 e na Copa da Ásia de 2015, o Japão mudou temporariamente a cor dos números de branco para dourado.
Os uniformes do Japão é fornecido pela empresa alemã Adidas, fornecedora exclusiva de uniformes da equipe desde abril de 1999. Antes disso, a Asics e a Puma eram patrocinadores oficiais de roupas da equipe ao lado da Adidas.
Em 3 de junho de 2021, o Japão lançou um uniforme especial do 100° aniversário para um amistoso contra a Jamaica, mas a partida foi cancelada e substituída por uma partida contra a Seleção Japonesa Sub-24. O kit também foi usado pela Seleção Sub-24 contra a Seleção Ganesa Sub-24 em 5 de junho de 2021.

#### Uniformes dos jogadores
- Uniforme principal: Camisa azul, calção branco e meias azuis;
- Uniforme de visitante: Camisa branca, calção azul-escuro e meias brancas.
- Uniforme alternativo: Camisa rosa, calção rosa e meias brancas.

| 1º Uniforme | 2º Uniforme | 3º Uniforme | Alt. 1 | Alt. 2 |

#### Uniformes dos goleiros
- Camisa verde, calções e meias verdes;
- Camisa amarela, calções e meias amarelas;
- Camisa vermelha, calções e meias vermelhas.

| Cores do Time · Cores do Time · Cores do Time · Cores do Time · Cores do Time | Cores do Time · Cores do Time · Cores do Time · Cores do Time · Cores do Time | Cores do Time · Cores do Time · Cores do Time · Cores do Time · Cores do Time |

#### Material esportivo
| Período       | Fornecedor |
| ------------- | ---------- |
| 1917–1975     | Nenhum     |
| 1975–1978     | Adidas     |
| 1979          | Asics      |
| 1980–1985     | Puma       |
| 1986          | Adidas     |
| 1987-1988     | Asics      |
| 1988-1989     | Adidas     |
| 1990          | Puma       |
| 1991          | Asics      |
| 1992          | Adidas     |
| 1993          | Puma       |
| 1994          | Asics      |
| 1995          | Adidas     |
| 1996          | Asics      |
| 1997          | Adidas     |
| 1998          | Asics      |
| 1999–Presente | Adidas     |

### Emblema

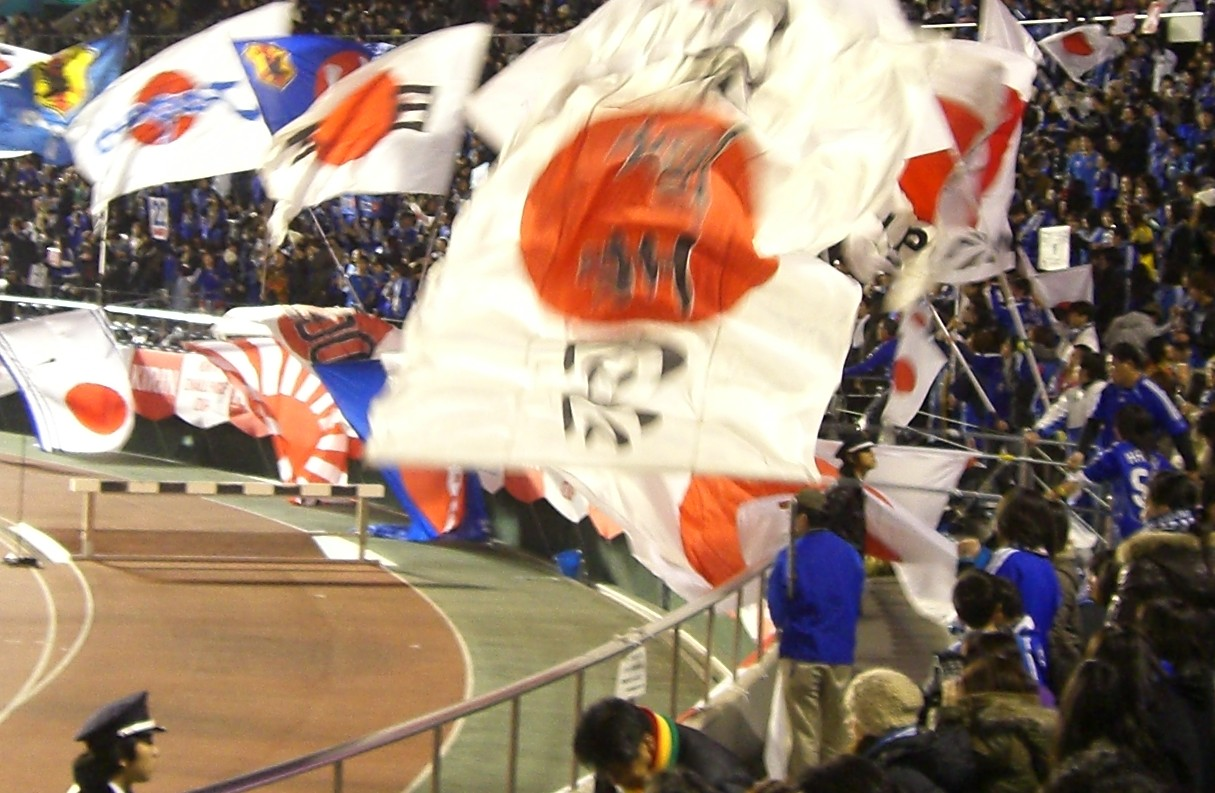
Torcida Japonesa.

Yatagarasu, é um corvo de três patas da mitologia japonesa que é um símbolo do sol, segurando uma bola vermelha que é como o sol da Bandeira do Japão. O texto "JFA" está inscrito na parte inferior do corvo. Uma faixa vermelha também está presente no centro do escudo atrás do corvo. O escudo possui um acabamento dourado metálico e um contorno preto mais espesso. O nome do país representado pela seleção nacional "Japan" também está inscrito dentro da borda preta.

### Estádio
O Japão joga seus jogos em casa entre vários estádios, em rotação, em todo o país. No entanto, na maioria dos jogos das eliminatórias da Copa do Mundo da FIFA, jogam mais no Saitama Stadium 2002.

### Rivalidades

#### Coreia do Sul
O Japão mantém uma forte rivalidade futebolística com a Coreia do Sul . A rivalidade no futebol é antiga e muitas vezes vista como uma extensão de uma rivalidade histórica geral entre as duas nações. O Japão enfrentou a Coreia do Sul 80 vezes, perdendo a estatística com 15 vitórias, 23 empates e 42 derrotas. O Japão marcou 73 gols e sofreu 153. Ambos os países são incomparáveis tanto na Copa da Ásia quanto na Copa do Mundo, sendo os dois países asiáticos mais bem-sucedidos, e sediaram a Copa do Mundo FIFA de 2002 em uma candidatura conjunta.

#### China
O Japão também tem uma rivalidade de longa data com a China , devido às tensões históricas entre dois países no passado. A China lidera a série com 16 vitórias, com o Japão apenas 14; no entanto, o Japão obteve mais sucessos do que a China.

#### Austrália
O Japão começou a desenvolver uma rivalidade feroz com a também potência asiática , Austrália , logo depois que esta se juntou à Confederação Asiática de Futebol (AFC). A rivalidade é considerada uma das maiores rivalidades do futebol da Ásia. A rivalidade é relativamente recente, nascida de uma série de partidas altamente competitivas entre as duas equipes desde que a Austrália se juntou à AFC em 2006. A rivalidade começou na Copa do Mundo de 2006, onde os dois países foram agrupados, e continuou com os dois países se encontrando regularmente em várias competições da AFC, como a Copa da Ásia de 2007, a Final da Copa da Ásia de 2011 e a Copa do Leste Asiático de 2013. Da mesma forma, Austrália e Japão também compartilham uma Copa do Mundo e recordes continentais que são quase inigualáveis na Ásia, e também similar ao fato de que o futebol não é o esporte principal em ambas as nações até recentemente; ainda detém um recorde indistinguível de que sendo os únicos três membros da AFC a chegar à final de qualquer competição sênior da FIFA, o outro sendo a Arábia Saudita , ambas na extinta Copa das Confederações da FIFA, embora a Austrália a tenha conquistado quando o país ainda pertencia a OFC.

### Transmissões

#### Copa do Mundo

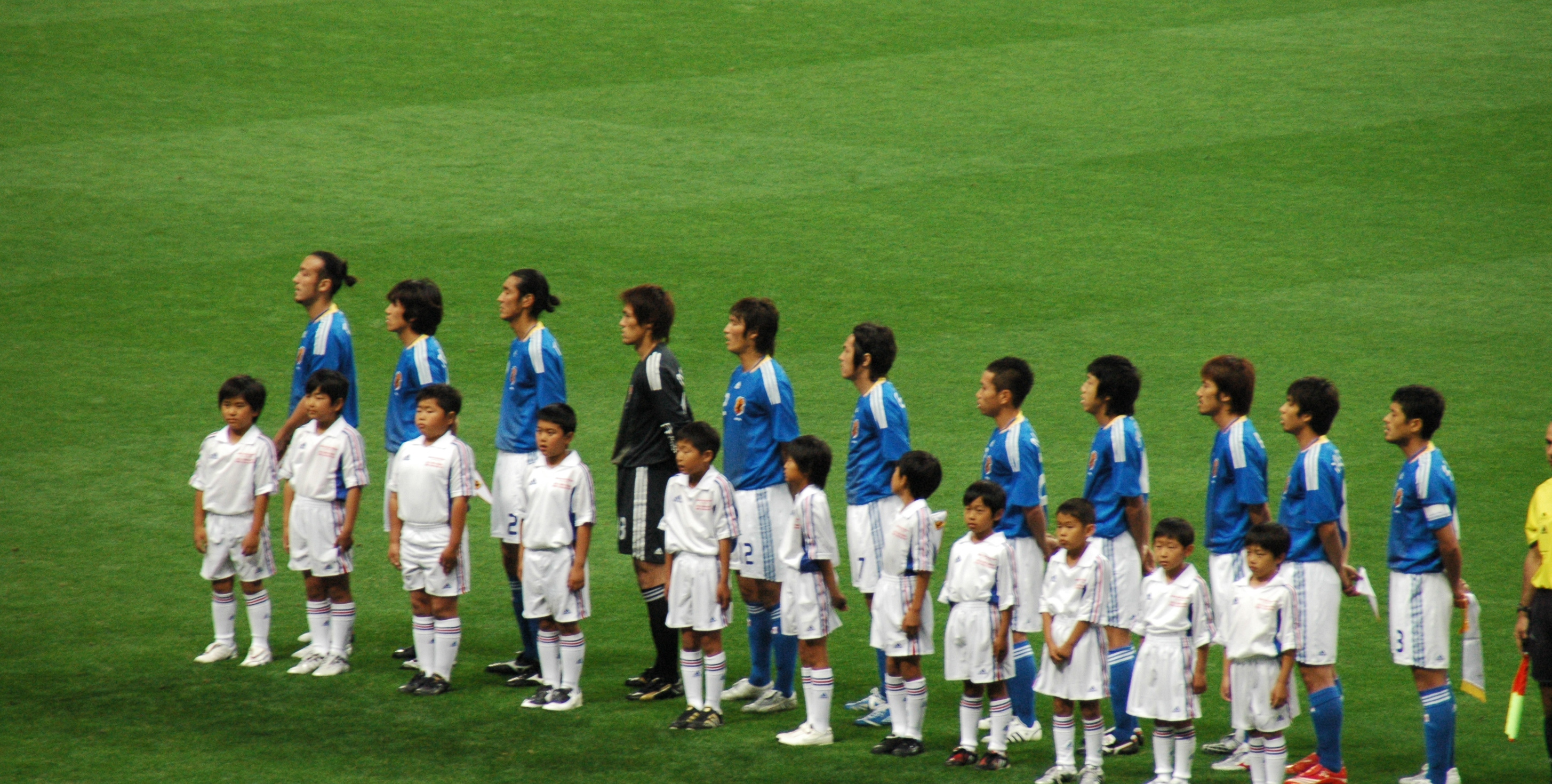
Japão cantando o hino nacional

| Canal de TV                                                                         | Periodo |
| ----------------------------------------------------------------------------------- | ------- |
| Japan Consortium, Fuji Television, NHK General TV, Nippon Television,TBS e TV Asahi | 2018    |

#### Copa da Ásia
| Canal de TV | Periodo |
| ----------- | ------- |
| TV Asahi    | 2019    |

#### Eliminatórias e amistosos
| Canal de TV                | Periodo |
| -------------------------- | ------- |
| Nippon Television, NHK BS1 | 2022    |

### Torcedores

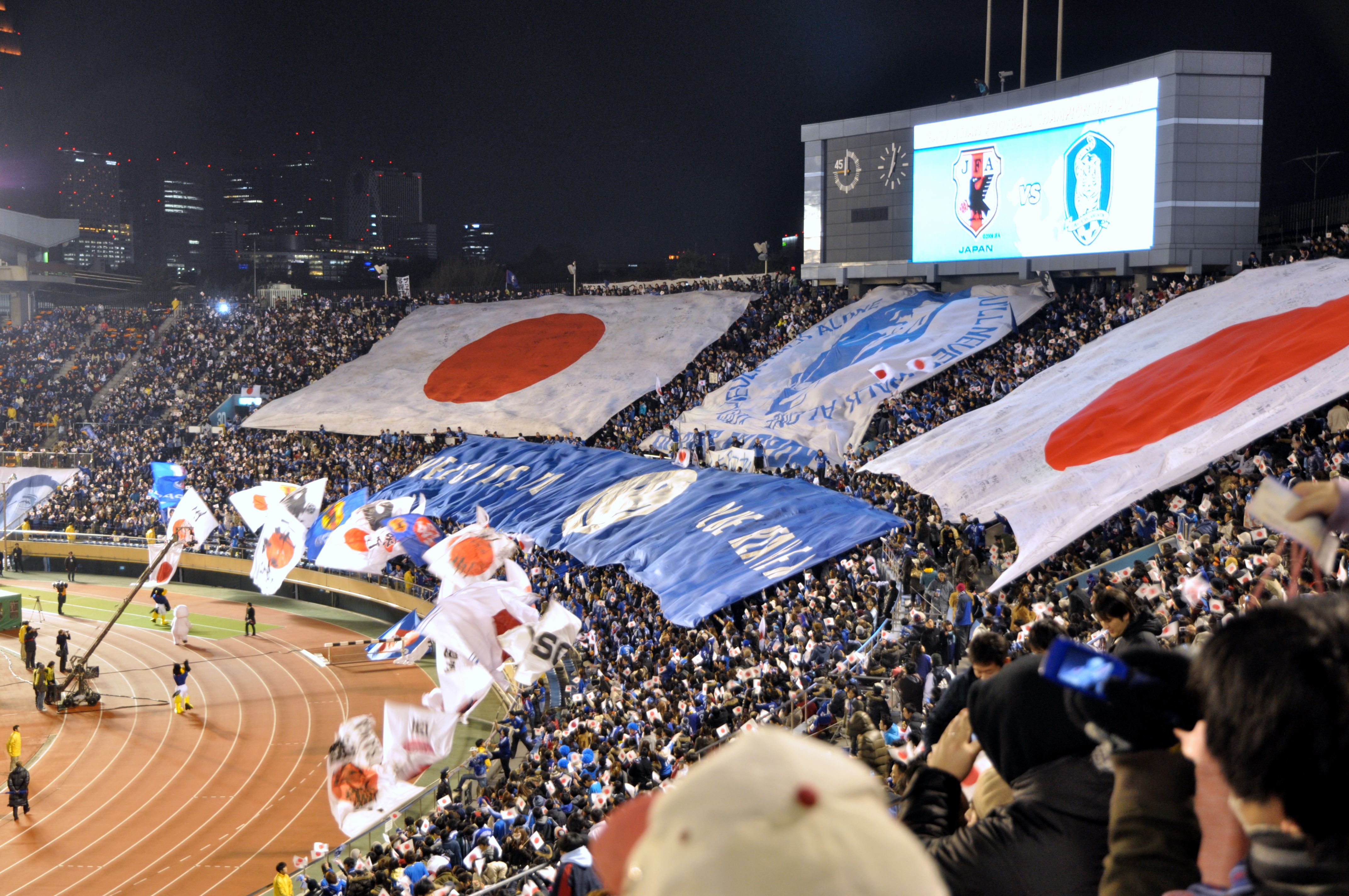
Estadio Nacional de Tokyo

Os torcedores da seleção japonesa são conhecidos por entoar "Nippon Ole" (Nippon é a palavra japonesa para Japão) em jogos em casa.

### Patrocinadores

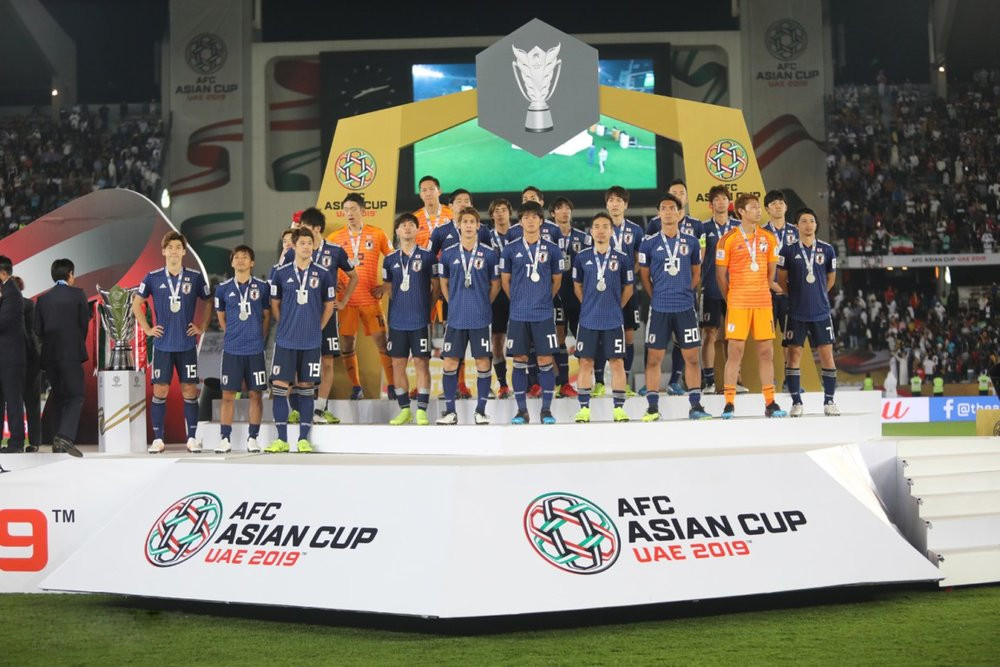
Copa da Asia 2019

Material esportivo: Adidas
Outros patrocinadores 
- KIRIN Company
- Dentsu
- Credit Saison
- Daito Trust Construction
- FamilyMart
- Japan Airlines
- KDDI
- Mizuho Financial Group
- MS&AD Insurance Group
- The Asahi Shimbun

### Mascote
Os mascotes são "Karappe"  e "Karara", os 2 Yatagarasu vestindo o uniforme da seleção japonesa de futebol. Os mascotes foram desenhados pelo artista japonês de mangá Susumu Matsushita. A cada ano, quando um novo kit é lançado, os mascotes trocam de uniforme.
Para a Copa do Mundo FIFA de 2014, o personagem Pikachu de Pokémon serviu como mascote.

## Copa do Mundo
| Desempenho na Copa do Mundo | Desempenho na Copa do Mundo | Desempenho na Copa do Mundo | Desempenho na Copa do Mundo | Desempenho na Copa do Mundo | Desempenho na Copa do Mundo | Desempenho na Copa do Mundo | Desempenho na Copa do Mundo | Desempenho na Copa do Mundo |
| Total: 0 títulos            | Total: 0 títulos            | Total: 0 títulos            | Total: 0 títulos            | Total: 0 títulos            | Total: 0 títulos            | Total: 0 títulos            | Total: 0 títulos            | Total: 0 títulos            |
| Ano                         | Fase                        | Posição                     | J                           | V                           | E[i]                        | D                           | GP                          | GC                          |
| --------------------------- | --------------------------- | --------------------------- | --------------------------- | --------------------------- | --------------------------- | --------------------------- | --------------------------- | --------------------------- |
| 1930                        | Não Entrou                  | Não Entrou                  | Não Entrou                  | Não Entrou                  | Não Entrou                  | Não Entrou                  | Não Entrou                  | Não Entrou                  |
| 1934                        | Não Entrou                  | Não Entrou                  | Não Entrou                  | Não Entrou                  | Não Entrou                  | Não Entrou                  | Não Entrou                  | Não Entrou                  |
| 1938                        | Desistiu                    |                             |                             |                             |                             |                             |                             |                             |
| 1950                        | Banido                      |                             |                             |                             |                             |                             |                             |                             |
| 1954                        | Não se classificou          | Não se classificou          | Não se classificou          | Não se classificou          | Não se classificou          | Não se classificou          | Não se classificou          | Não se classificou          |
| 1958                        | Não se classificou          | Não se classificou          | Não se classificou          | Não se classificou          | Não se classificou          | Não se classificou          | Não se classificou          | Não se classificou          |
| 1962                        | Não se classificou          | Não se classificou          | Não se classificou          | Não se classificou          | Não se classificou          | Não se classificou          | Não se classificou          | Não se classificou          |
| 1966                        | Não se classificou          | Não se classificou          | Não se classificou          | Não se classificou          | Não se classificou          | Não se classificou          | Não se classificou          | Não se classificou          |
| 1970                        | Não se classificou          | Não se classificou          | Não se classificou          | Não se classificou          | Não se classificou          | Não se classificou          | Não se classificou          | Não se classificou          |
| 1974                        | Não se classificou          | Não se classificou          | Não se classificou          | Não se classificou          | Não se classificou          | Não se classificou          | Não se classificou          | Não se classificou          |
| 1978                        | Não se classificou          | Não se classificou          | Não se classificou          | Não se classificou          | Não se classificou          | Não se classificou          | Não se classificou          | Não se classificou          |
| 1982                        | Não se classificou          | Não se classificou          | Não se classificou          | Não se classificou          | Não se classificou          | Não se classificou          | Não se classificou          | Não se classificou          |
| 1986                        | Não se classificou          | Não se classificou          | Não se classificou          | Não se classificou          | Não se classificou          | Não se classificou          | Não se classificou          | Não se classificou          |
| 1990                        | Não se classificou          | Não se classificou          | Não se classificou          | Não se classificou          | Não se classificou          | Não se classificou          | Não se classificou          | Não se classificou          |
| 1994                        | Não se classificou          | Não se classificou          | Não se classificou          | Não se classificou          | Não se classificou          | Não se classificou          | Não se classificou          | Não se classificou          |
| 1998                        | Fase de grupos              | 31/32                       | 3                           | 0                           | 0                           | 3                           | 1                           | 4                           |
| 2002                        | Oitavas de final            | 9/32                        | 4                           | 2                           | 1                           | 1                           | 5                           | 3                           |
| 2006                        | Fase de grupos              | 28/32                       | 3                           | 0                           | 1                           | 2                           | 2                           | 7                           |
| 2010                        | Oitavas de final            | 9/32                        | 4                           | 2                           | 1                           | 1                           | 4                           | 2                           |
| 2014                        | Fase de grupos              | 29/32                       | 3                           | 0                           | 1                           | 2                           | 2                           | 6                           |
| 2018                        | Oitavas de final            | 15/32                       | 4                           | 1                           | 1                           | 2                           | 6                           | 7                           |
| 2022                        | Oitavas de final            | 9/32                        | 4                           | 2                           | 1                           | 1                           | 5                           | 4                           |
| 2026                        | A definir                   |                             |                             |                             |                             |                             |                             |                             |
| 2030                        | A definir                   |                             |                             |                             |                             |                             |                             |                             |
| 2034                        | A definir                   |                             |                             |                             |                             |                             |                             |                             |
| Total                       | 7/22                        | 0 Títulos                   | 25                          | 7                           | 6                           | 12                          | 25                          | 33                          |

### 1998
Estreando em mundiais, perderam as três partidas e foram eliminados sem ter a chance de marcar um só ponto na fase de grupos. Independente disso, a disputa do mundial foi um passo importante para tornar o futebol ainda mais popular no país.
- Japão 0 – 1  Argentina
- Japão 0 – 1  Croácia
- Japão 1 – 2  Jamaica

### 2002
Sediando o mundial ao lado da Coreia do Sul, conseguiram a classificação para a segunda fase e foram eliminados nas oitavas-de-final pela Turquia.
- Japão 2 – 2  Bélgica
- Japão 1 – 0  Rússia
- Japão 2 – 0  Tunísia
- Japão 0 – 1  Turquia

### 2006
Já prevalecendo como uma das grandes potências do futebol asiático, o Japão foi eliminado na primeira fase da Copa do Mundo de 2006.
- Japão 1 – 3  Austrália
- Japão 0 – 0  Croácia
- Japão 1 – 4  Brasil

### 2010
Novamente sob o comando de Takeshi Okada, que havia comandado o time em 1998, o Japão foi eliminado nas oitavas-de-final pelo Paraguai ao perder a disputa de pênaltis (3 - 5).
- Japão 1 – 0  Camarões
- Japão 0 – 1  Países Baixos
- Japão 3 – 1  Dinamarca
- Japão 0 – 0  Paraguai (3 – 5 pen.)

### 2014
Com o técnico italiano Alberto Zaccheroni, o Japão, primeira seleção classificada para a Copa (fora o Brasil, classificado automaticamente como país sede) foi eliminado na fase de grupos após uma campanha quase exatamente igual à de 2006.

Escalação Copa do Mundo 2018

- Japão 1 – 2  Costa do Marfim
- Japão 0 – 0  Grécia
- Japão 1 – 4  Colômbia

### 2018
Fez uma boa primeira fase, classificando-se em segundo do grupo, na frente de Senegal (pelo menor número de cartões amarelos: 4 x 6); nas oitavas de final acabou perdendo de virada para a Bélgica. A seleção fez o seu melhor ataque em copas: seis tentos, um a mais que em 2002.
- Japão 2 – 1  Colômbia
- Japão 2 – 2  Senegal
- Japão 0 – 1  Polónia
- Japão 2 – 3  Bélgica

### 2022
Fez uma campanha surpreendente na primeira fase, conseguindo ganhar de virada das seleções da Alemanha e da Espanha por 2 a 1; nas oitavas de final acabou perdendo a vaga na disputa de pênaltis para a Croácia (1 - 3).
- Japão 2 – 1  Alemanha
- Japão 0 – 1  Costa Rica
- Japão 2 – 1  Espanha
- Japão 1 – 1  Croácia (1 – 3 pen.)

## Copa da Ásia
| Desempenho na Copa da Ásia | Desempenho na Copa da Ásia | Desempenho na Copa da Ásia | Desempenho na Copa da Ásia | Desempenho na Copa da Ásia | Desempenho na Copa da Ásia | Desempenho na Copa da Ásia | Desempenho na Copa da Ásia |
| Total: 4 títulos           | Total: 4 títulos           | Total: 4 títulos           | Total: 4 títulos           | Total: 4 títulos           | Total: 4 títulos           | Total: 4 títulos           | Total: 4 títulos           |
| Ano                        | Fase                       | J                          | V                          | E[i]                       | D                          | GP                         | GC                         |
| -------------------------- | -------------------------- | -------------------------- | -------------------------- | -------------------------- | -------------------------- | -------------------------- | -------------------------- |
| 1956                       | Não se classificou         |                            |                            |                            |                            |                            |                            |
| 1960                       | Não se classificou         |                            |                            |                            |                            |                            |                            |
| 1964                       | Não se classificou         |                            |                            |                            |                            |                            |                            |
| 1968                       | Não se classificou         |                            |                            |                            |                            |                            |                            |
| 1972                       | Não se classificou         |                            |                            |                            |                            |                            |                            |
| 1976                       | Não se classificou         |                            |                            |                            |                            |                            |                            |
| 1980                       | Não se classificou         |                            |                            |                            |                            |                            |                            |
| 1984                       | Não se classificou         |                            |                            |                            |                            |                            |                            |
| 1988                       | Primeira Fase              | 4                          | 0                          | 1                          | 3                          | 0                          | 6                          |
| 1992                       | Campeão                    | 5                          | 3                          | 2                          | 0                          | 6                          | 3                          |
| 1996                       | Quartas de Final           | 4                          | 3                          | 0                          | 1                          | 7                          | 3                          |
| 2000                       | Campeão                    | 6                          | 5                          | 1                          | 0                          | 21                         | 6                          |
| 2004                       | Campeão                    | 6                          | 4                          | 2                          | 0                          | 13                         | 6                          |
| 2007                       | Quarto Lugar               | 6                          | 2                          | 3                          | 1                          | 11                         | 7                          |
| 2011                       | Campeão                    | 6                          | 4                          | 2                          | 0                          | 14                         | 6                          |
| 2015                       | Quartas de Final           | 4                          | 3                          | 1                          | 0                          | 8                          | 1                          |
| 2019                       | Vice Campeão               | 7                          | 6                          | 0                          | 1                          | 12                         | 6                          |
| 2023                       | Quartas de Final           | 5                          | 3                          | 0                          | 2                          | 12                         | 8                          |
| 2027                       |                            |                            |                            |                            |                            |                            |                            |
| Total                      | 9/17                       | 48                         | 30                         | 12                         | 6                          | 92                         | 44                         |

## Copa do Leste Asiatico

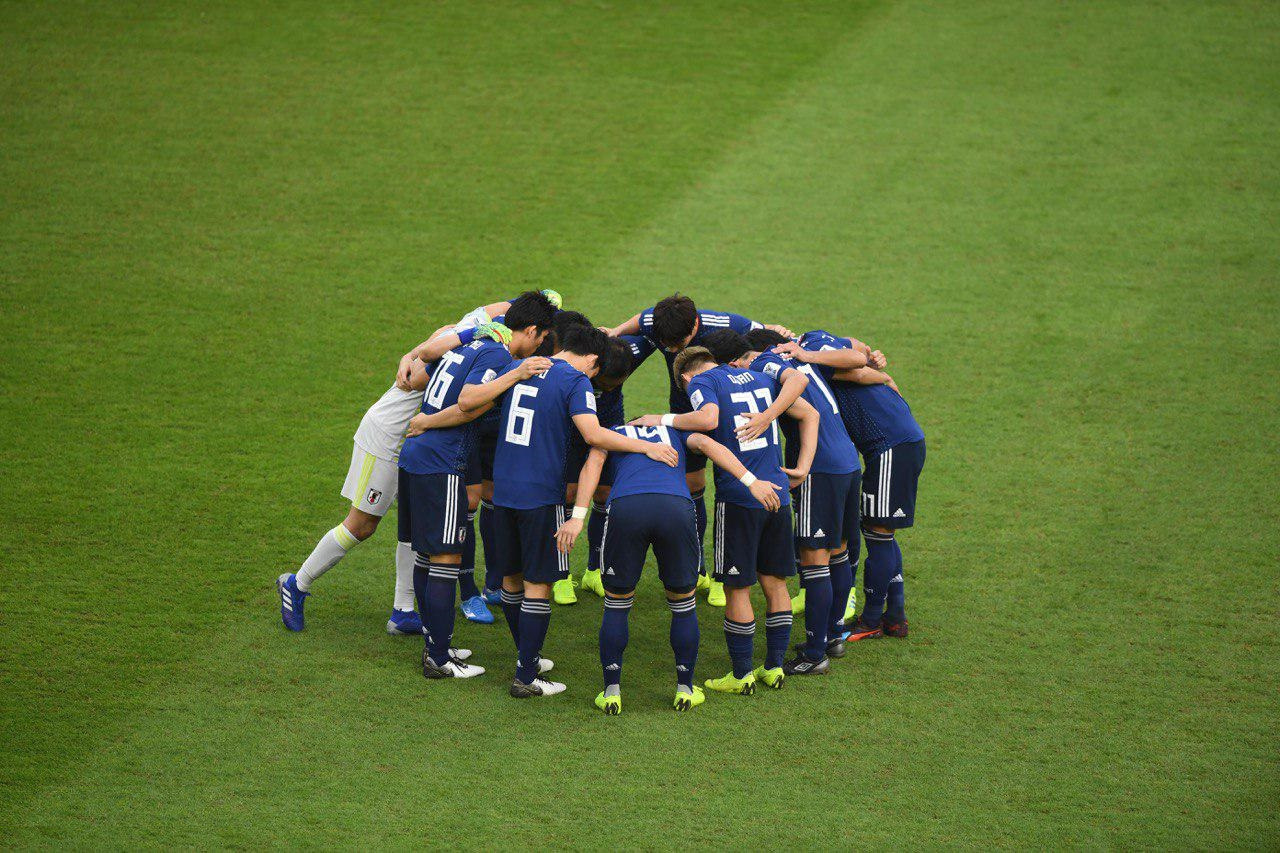

| EAFF E-1 Championship | EAFF E-1 Championship | EAFF E-1 Championship | EAFF E-1 Championship | EAFF E-1 Championship | EAFF E-1 Championship | EAFF E-1 Championship | EAFF E-1 Championship | EAFF E-1 Championship |
| Ano                   | Resultado             | Posicao               | P                     | V                     | E                     | D                     | GP                    | GC                    |
| --------------------- | --------------------- | --------------------- | --------------------- | --------------------- | --------------------- | --------------------- | --------------------- | --------------------- |
| 2003                  | Vice Campeão          | 2nd                   | 3                     | 2                     | 1                     | 0                     | 3                     | 0                     |
| 2005                  | Vice Campeão          | 2nd                   | 3                     | 1                     | 1                     | 1                     | 3                     | 3                     |
| 2008                  | Vice Campeão          | 2nd                   | 3                     | 1                     | 2                     | 0                     | 3                     | 2                     |
| 2010                  | Terceiro lugar        | 3rd                   | 3                     | 1                     | 1                     | 1                     | 4                     | 3                     |
| 2013                  | Campeão               | 1st                   | 3                     | 2                     | 1                     | 0                     | 8                     | 6                     |
| 2015                  | Quarto lugar          | 4th                   | 3                     | 0                     | 2                     | 1                     | 3                     | 4                     |
| 2017                  | Vice Campeão          | 2nd                   | 3                     | 2                     | 0                     | 1                     | 4                     | 5                     |
| 2019                  | Vice Campeão          | 2nd                   | 3                     | 2                     | 0                     | 1                     | 7                     | 2                     |
| 2022                  | Campeão               | 1st                   | 3                     | 2                     | 1                     | 0                     | 9                     | 0                     |
| 2025                  | Campeão               | 1st                   | 9                     | 3                     | 0                     | 0                     | 9                     | 1                     |
| Total                 | Campeões              | 10/10                 | 36                    | 16                    | 9                     | 5                     | 53                    | 26                    |

## Copa das Confederações
| Desempenho na Copa das Confederações | Desempenho na Copa das Confederações | Desempenho na Copa das Confederações | Desempenho na Copa das Confederações | Desempenho na Copa das Confederações | Desempenho na Copa das Confederações | Desempenho na Copa das Confederações | Desempenho na Copa das Confederações |                  |
| Total: 0 títulos                     | Total: 0 títulos                     | Total: 0 títulos                     | Total: 0 títulos                     | Total: 0 títulos                     | Total: 0 títulos                     | Total: 0 títulos                     | Total: 0 títulos                     | Total: 0 títulos |
| Ano                                  | Fase                                 | J                                    | V                                    | E                                    | D                                    | GP                                   | GC                                   |                  |
| ------------------------------------ | ------------------------------------ | ------------------------------------ | ------------------------------------ | ------------------------------------ | ------------------------------------ | ------------------------------------ | ------------------------------------ | ---------------- |
| 1992                                 | Não participou                       |                                      |                                      |                                      |                                      |                                      |                                      |                  |
| 1995                                 | Primeira-Fase                        | 2                                    | 0                                    | 0                                    | 2                                    | 1                                    | 8                                    |                  |
| 1997                                 | Não participou                       |                                      |                                      |                                      |                                      |                                      |                                      |                  |
| 1999                                 | Não participou                       |                                      |                                      |                                      |                                      |                                      |                                      |                  |
| 2001                                 | Vice-Campeão                         | 5                                    | 3                                    | 1                                    | 1                                    | 6                                    | 1                                    |                  |
| 2003                                 | Primeira-Fase                        | 3                                    | 1                                    | 0                                    | 2                                    | 4                                    | 3                                    |                  |
| 2005                                 | Primeira-Fase                        | 3                                    | 1                                    | 1                                    | 1                                    | 4                                    | 4                                    |                  |
| 2009                                 | Não participou                       |                                      |                                      |                                      |                                      |                                      |                                      |                  |
| 2013                                 | Primeira-Fase                        | 3                                    | 0                                    | 0                                    | 3                                    | 4                                    | 9                                    |                  |
| 2017                                 | Não participou                       |                                      |                                      |                                      |                                      |                                      |                                      |                  |
| Total                                | (5/10)                               | 16                                   | 5                                    | 2                                    | 9                                    | 19                                   | 25                                   |                  |

## Jogos Asiático
| Desempenho nos Jogos Asiáticos | Desempenho nos Jogos Asiáticos | Desempenho nos Jogos Asiáticos | Desempenho nos Jogos Asiáticos | Desempenho nos Jogos Asiáticos | Desempenho nos Jogos Asiáticos | Desempenho nos Jogos Asiáticos | Desempenho nos Jogos Asiáticos |                         |
| Ano                            | Resulto                        | Pnts                           | V                              | E                              | D                              | GP                             | GC                             |                         |
| ------------------------------ | ------------------------------ | ------------------------------ | ------------------------------ | ------------------------------ | ------------------------------ | ------------------------------ | ------------------------------ | ----------------------- |
| 1951                           | 3 lugar                        | 3                              | 1                              | 1                              | 1                              | 4                              | 3                              |                         |
| 1954                           | 10                             | 2                              | 0                              | 0                              | 2                              | 5                              | 8                              |                         |
| 1958                           | 12                             | 2                              | 0                              | 0                              | 2                              | 0                              | 3                              |                         |
| 1962                           | 6                              | 3                              | 1                              | 0                              | 2                              | 3                              | 4                              |                         |
| 1966                           | 3 lugar                        | 7                              | 6                              | 0                              | 1                              | 18                             | 5                              |                         |
| 1970                           | 4 lugar                        | 7                              | 5                              | 0                              | 2                              | 8                              | 5                              |                         |
| 1974                           | 9                              | 3                              | 1                              | 1                              | 1                              | 5                              | 4                              |                         |
| 1978                           | 9                              | 3                              | 1                              | 0                              | 2                              | 5                              | 5                              |                         |
| 1982                           | 5                              | 4                              | 3                              | 0                              | 1                              | 6                              | 3                              |                         |
| 1986                           | 9                              | 4                              | 2                              | 0                              | 2                              | 9                              | 4                              |                         |
| 1990                           | 8                              | 3                              | 1                              | 0                              | 2                              | 3                              | 3                              |                         |
| 1994                           | 7                              | 4                              | 1                              | 2                              | 1                              | 9                              | 5                              |                         |
| 1998                           | 9                              | 5                              | 3                              | 0                              | 2                              | 8                              | 4                              |                         |
| 2002–atual                     | Seleção Japonesa sub-23        | Seleção Japonesa sub-23        | Seleção Japonesa sub-23        | Seleção Japonesa sub-23        | Seleção Japonesa sub-23        | Seleção Japonesa sub-23        | Seleção Japonesa sub-23        | Seleção Japonesa sub-23 |
| Total                          | 13/13                          | 50                             | 25                             | 4                              | 21                             | 83                             | 56                             |                         |

## Jogos Olímpicos
| ano                   | resultado               | posição                 | J                       | P                       | PE                      | PP                      | GP                      | GC                      |
| --------------------- | ----------------------- | ----------------------- | ----------------------- | ----------------------- | ----------------------- | ----------------------- | ----------------------- | ----------------------- |
| Athenas 1986          | não participou          | não participou          | não participou          | não participou          | não participou          | não participou          | não participou          | não participou          |
| Paris 1900            | não participou          | não participou          | não participou          | não participou          | não participou          | não participou          | não participou          | não participou          |
| St Louis 1904         | não participou          | não participou          | não participou          | não participou          | não participou          | não participou          | não participou          | não participou          |
| Londres 1908          | não participou          | não participou          | não participou          | não participou          | não participou          | não participou          | não participou          | não participou          |
| Estocolmo 1912        | não participou          | não participou          | não participou          | não participou          | não participou          | não participou          | não participou          | não participou          |
| Antuérpia 1920        | não participou          | não participou          | não participou          | não participou          | não participou          | não participou          | não participou          | não participou          |
| Paris 1924            | não participou          | não participou          | não participou          | não participou          | não participou          | não participou          | não participou          | não participou          |
| Amsterdam 1928        | não participou          | não participou          | não participou          | não participou          | não participou          | não participou          | não participou          | não participou          |
| Los Angeles 1932      | não participou          | não participou          | não participou          | não participou          | não participou          | não participou          | não participou          | não participou          |
| Berlim 1936           | quartas de final        | 8º                      | 2                       | 1                       | 0                       | 1                       | 3                       | 10                      |
| Londres 1948          | não participou          | não participou          | não participou          | não participou          | não participou          | não participou          | não participou          | não participou          |
| Helsinque 1952        | não participou          | não participou          | não participou          | não participou          | não participou          | não participou          | não participou          | não participou          |
| Melbourn 1956         | Fase de grupos          | 10º                     | 1                       | 0                       | 0                       | 1                       | 0                       | 2                       |
| Roma 1969             | não participou          | não participou          | não participou          | não participou          | não participou          | não participou          | não participou          | não participou          |
| Tokyo 1964            | quartas de final        | 8º                      | 3                       | 1                       | 0                       | 2                       | 5                       | 9                       |
| México 1968           | medalha de bronze       | 3º                      | 6                       | 3                       | 2                       | 1                       | 9                       | 8                       |
| Monique 1972          | não participou          | não participou          | não participou          | não participou          | não participou          | não participou          | não participou          | não participou          |
| Montreal 1976         | não participou          | não participou          | não participou          | não participou          | não participou          | não participou          | não participou          | não participou          |
| Moscow 1980           | não participou          | não participou          | não participou          | não participou          | não participou          | não participou          | não participou          | não participou          |
| Los Angeles 1984      | não participou          | não participou          | não participou          | não participou          | não participou          | não participou          | não participou          | não participou          |
| Seul 1988             | não participou          | não participou          | não participou          | não participou          | não participou          | não participou          | não participou          | não participou          |
| Barcelona 1992- atual | Seleção Japonesa sub-23 | Seleção Japonesa sub-23 | Seleção Japonesa sub-23 | Seleção Japonesa sub-23 | Seleção Japonesa sub-23 | Seleção Japonesa sub-23 | Seleção Japonesa sub-23 | Seleção Japonesa sub-23 |
| Total                 | 4/22                    | 3°                      | 12                      | 5                       | 2                       | 5                       | 17                      | 29                      |

## Títulos

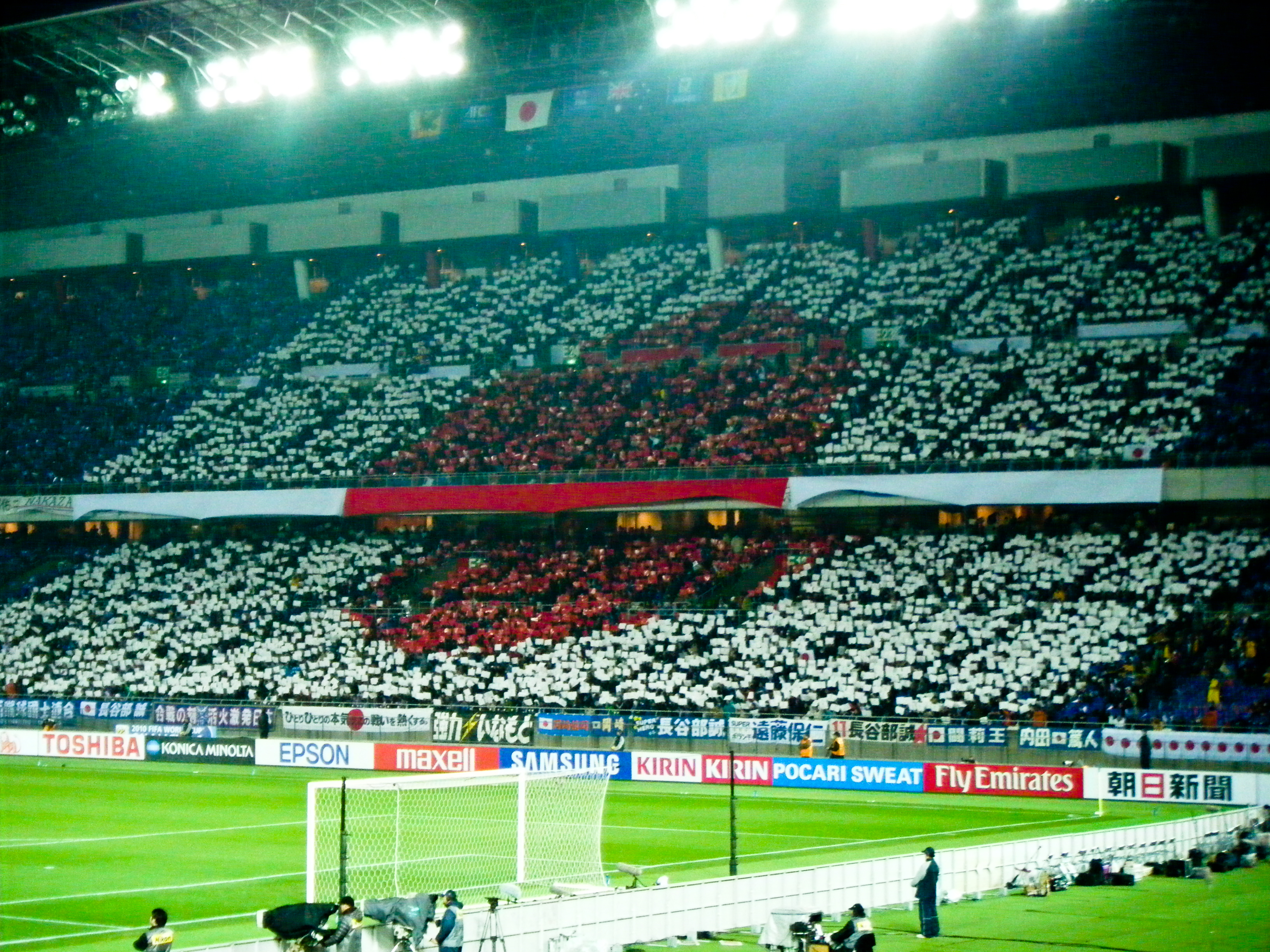
Bandeira

| Continentais | Continentais                              | Continentais | Continentais                                                           |
|              | Competição                                | Títulos      | Anos                                                                   |
| ------------ | ----------------------------------------- | ------------ | ---------------------------------------------------------------------- |
|              | Copa da Ásia                              | 4            | 1992, 2000, 2004 e 2011                                                |
|              | Copa das Nações Afro-Asiáticas            | 2            | 1993 e 2007                                                            |
|              | Copa Kirin                                | 12           | 1991, 1995, 1996, 1997, 2000, 2001, 2004, 2007, 2008, 2009, 2011, 2015 |
|              | Copa Desafio AFC-OFC                      | 1            | 2001                                                                   |
|              | Copa da Dinastia / Copa do Leste Asiatico | 6            | 1992, 1995 ,1998, 2013, 2022 e 2025                                    |

 Campeão invicto 

## Campanhas de destaque
- Vice Campeonato na Copa das Confederações de 2001

- Medalha de bronze nas Olimpíadas de 1968

Seleção Sub-17
- Campeão do Campeonato Asiático de Futebol Sub-16: 1994,2006,2018,2023

- chegou até nas quartas-de-finais na Copa do Mundo sub-17 em 1993 e 2011

Seleção Sub-20
- Campeão do Campeonato Asiático de Futebol Sub-19 2016

- vice Campeonato da Copa do Mundo sub-20 em 1999

Seleção Sub-23
- Quarto lugar nos Jogos Olímpicos de 2012 e 2020 pela seleção sub-23

- Medalha de ouro nos Jogos Asiáticos em 2010 pela Seleção sub-23

- Campeão da Copa da Ásia sub-23 em 2016 e 2024

Futsal
- Chegou ate as oitavas-de-final da Copa do mundo de futsal em 2012 e 2021

- Campeão da Copa da Ásia de futsal em 2006, 2012, 2014 e 2022

Areia
- Na Copa do Mundo de Futebol de Areia vice-campeão em 2021.

- Campeão da Copa da Ásia de Areia 2009, 2011 e 2019

Feminino
- Campeã da Copa do Mundo 2011 e vice 2015
- Campeã da Copa do Mundo sub-17 2014 e vice 2010, 2016
- Campeã da Copa do Mundo sub-20  2018 e vice 2022, 2024
- Campeã da Copa da Ásia 2014,2018
- Medalha de prata nas Olimpíadas de 2015
- Campeã dos Jogos Asiáticos 2010, 2018, 2022
- Campeã da Copa da Ásia sub 17 2005,2011,2013,2019
- Campeã da Copa da Ásia sub 20 2002,2009,2011,2015,2017,2019
- Campeã da Copa do Leste Asiatico 2008, 2010, 2019, 2022
- Campeã da SheBelieves Cup 2025

## Curiosidades
- É a primeira seleção de fora do continente americano a disputar uma Copa América como convidado, sendo eliminada na primeira fase em 1999; E participou novamente em 2019 como convidado e não passou da primeira fase.

- O anime Captain Tsubasa teve o apoio do governo para promover o esporte no país. Após sua ascensão, o esporte tornou-se mais popular e a seleção japonesa obteve mais apoio por parte do público.

## Elenco Atual
Os jogadores chamados para disputar a Copa do Leste Asiático, em Julho 2025.
| No. | Pos. | Jogador                | Idade                             | Jogos | Gols | Clube               |
| --- | ---- | ---------------------- | --------------------------------- | ----- | ---- | ------------------- |
| 1   | GR   | Keisuke Ōsako          | 28 de julho de 1999 (26 anos)     | 10    | 0    | Sanfrecce Hiroshima |
| 12  | GR   | Tomoki Hayakawa        | 3 de março de 1999 (26 anos)      | 1     | 0    | Kashima Antlers     |
| 23  | GR   | Alex Pisano            | 10 de janeiro de 2006 (19 anos)   | 1     | 0    | Nagoya Grampus      |
|     |      |                        |                                   |       |      |                     |
| 3   | D    | Hayato Araki           | 7 de agosto de 1996 (29 anos)     | 3     | 0    | Sanfrecce Hiroshima |
| 4   | D    | Taiyo Koga             | 28 de outubro de 1998 (26 anos)   | 3     | 0    | Kashiwa Reysol      |
| 5   | D    | Yūto Nagatomo          | 12 de setembro de 1986 (38 anos)  | 143   | 4    | FC Tokyo            |
| 16  | D    | Tomoya Ando            | 10 de janeiro de 1999 (26 anos)   | 2     | 0    | Avispa Fukuoka      |
| 22  | D    | Naomichi Ueda          | 24 de outubro de 1994 (30 anos)   | 18    | 1    | Kashima Antlers     |
| 25  | D    | Yuto Tsunashima        | 15 de agosto de 2000 (25 anos)    | 1     | 0    | Tokyo Verdy         |
|     |      |                        |                                   |       |      |                     |
| 2   | M    | Henry Heroki Mochizuki | 20 de setembro de 2001 (23 anos)  | 3     | 1    | Machida Zelvia      |
| 6   | M    | Hayao Kawabe           | 8 de setembro de 1995 (29 anos)   | 8     | 1    | Sanfrecce Hiroshima |
| 7   | M    | Yūki Sōma              | 25 de fevereiro de 1997 (28 anos) | 17    | 5    | Machida Zelvia      |
| 8   | M    | Satoshi Tanaka         | 13 de agosto de 2002 (23 anos)    | 1     | 0    | Sanfrecce Hiroshima |
| 14  | M    | Yuto Ozeki             | 6 de fevereiro de 2005 (20 anos)  | 2     | 0    | Kawasaki Frontale   |
| 15  | M    | Sho Inagaki            | 25 de dezembro de 1991 (33 anos)  | 4     | 3    | Nagoya Grampus      |
| 17  | M    | Zento Uno              | 20 de novembro de 2003 (21 anos)  | 2     | 0    | Shimizu S-Pulse     |
| 20  | M    | Kōta Tawaratsumida     | 14 de maio de 2004 (21 anos)      | 3     | 0    | FC Tokyo            |
| 21  | M    | Ryūnosuke Satō         | 16 de outubro de 2006 (18 anos)   | 4     | 0    | Fagiano Okayama     |
| 24  | M    | Tojiro Kubo            | 5 de abril de 1999 (26 anos)      | 1     | 0    | Kashiwa Reysol      |
| 26  | M    | Sōta Nakamura          | 15 de outubro de 2002 (22 anos)   | 2     | 1    | Sanfrecce Hiroshima |
|     |      |                        |                                   |       |      |                     |
| 9   | A    | Taisei Miyashiro       | 26 de maio de 2000 (25 anos)      | 2     | 0    | Vissel Kobe         |
| 10  | A    | Mao Hosoya             | 7 de setembro de 2001 (23 anos)   | 9     | 3    | Kashiwa Reysol      |
| 11  | A    | Taichi Hara            | 5 de maio de 1999 (26 anos)       | 2     | 0    | Kyoto Sanga         |
| 13  | A    | Ryo Germain            | 19 de abril de 1995 (30 anos)     | 3     | 5    | Sanfrecce Hiroshima |
| 18  | A    | Shin Yamada            | 30 de maio de 2000 (25 anos)      | 1     | 0    | Celtic              |
| 19  | A    | Yuki Kakita            | 14 de julho de 1997 (28 anos)     | 2     | 0    | Kashiwa Reysol      |

## Recordes de jogadores
| Rank | Jogador              | Jogos | Gols | Posição | Carreira  |
| ---- | -------------------- | ----- | ---- | ------- | --------- |
| 1    | Yasuhito Endō        | 152   | 15   | MF      | 2002–2015 |
| 2    | Yuto Nagatomo        | 125   | 4    | DF      | 2008–     |
| 3    | Masami Ihara         | 122   | 5    | DF      | 1988–1999 |
| 4    | Shinji Okazaki       | 119   | 50   | FW      | 2008–     |
| 5    | Yoshikatsu Kawaguchi | 116   | 0    | GK      | 1997–2010 |
| 6    | Makoto Hasebe        | 114   | 2    | MF      | 2006–2018 |
| 7    | Yuji Nakazawa        | 110   | 17   | DF      | 1999–2010 |
| 8    | Maya Yoshida         | 107   | 11   | DF      | 2010–     |
| 9    | Shunsuke Nakamura    | 98    | 24   | MF      | 2000–2010 |
| 9    | Keisuke Honda        | 98    | 37   | MF      | 2008–2018 |

### Artilheiros
| Rank | Jogadores          | Gols | Jogos | %    | Carreira  |
| ---- | ------------------ | ---- | ----- | ---- | --------- |
| 1    | Kunishige Kamamoto | 75   | 76    | 0.99 | 1964–1977 |
| 2    | Kazuyoshi Miura    | 55   | 89    | 0.62 | 1990–2000 |
| 3    | Shinji Okazaki     | 50   | 119   | 0.42 | 2008–     |
| 4    | Hiromi Hara        | 37   | 75    | 0.49 | 1978–1988 |
| 4    | Keisuke Honda      | 37   | 98    | 0.38 | 2008–2018 |
| 6    | Shinji Kagawa      | 31   | 97    | 0.32 | 2008–2019 |
| 7    | Takuya Takagi      | 27   | 44    | 0.61 | 1992–1997 |
| 8    | Kazushi Kimura     | 26   | 54    | 0.48 | 1979–1986 |
| 9    | Shunsuke Nakamura  | 24   | 98    | 0.24 | 2000–2010 |
| 10   | Yuya Osako         | 23   | 49    | 0.47 | 2013–     |
| 10   | Naohiro Takahara   | 23   | 57    | 0.4  | 2000–2008 |

### Capitães

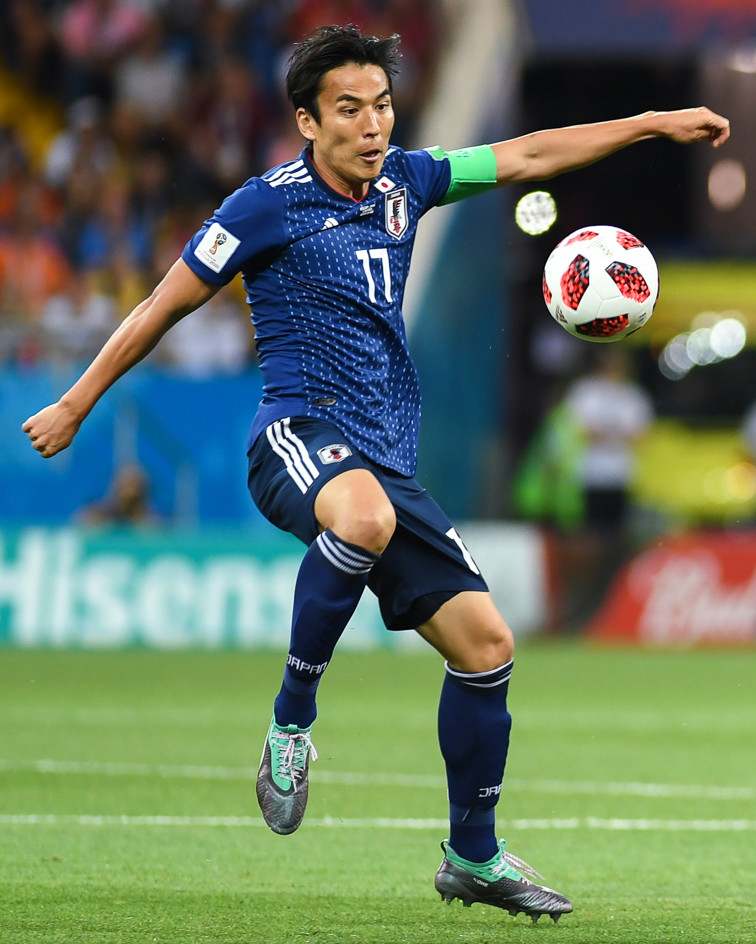
Makoto Hasebe foi quem ficou mais tempo como capitão, ficou 8 anos

| Name                 | Pos   | Period     | Note                                                  |
| -------------------- | ----- | ---------- | ----------------------------------------------------- |
| Shigeo Yaegashi      | MF    | 1968       | Olimpíadas 1968                                       |
| Aritatsu Ogi         | MF    | 1969–1974  |                                                       |
| Kunishige Kamamoto   | FW    | 1975–1977  |                                                       |
| Nobuo Fujishima      | MF    | 1978       |                                                       |
| Hiroshi Ochiai       | MF DF | 1978–1979  |                                                       |
| Hideki Maeda         | MF    | 1980–1981  |                                                       |
| Mitsuhisa Taguchi    | GK    | 1982–1984  |                                                       |
| Kazushi Kimura       | MF    | 1986       |                                                       |
| Hisashi Kato         | DF    | 1985–1987  |                                                       |
| Hiromi Hara          | FW    | 1988       |                                                       |
| Shigetatsu Matsunaga | GK    | 1989       |                                                       |
| Shinichi Morishita   | GK    | 1990       |                                                       |
| Tetsuji Hashiratani  | MF    | 1991–1995  | Copa da Ásia de 1992                                  |
| Masami Ihara         | DF    | 1996–1999  |                                                       |
| Masashi Nakayama     | FW    | 2001       | Copa das Confederações 2001                           |
| Ryuzo Morioka        | CB    | 2000–2002  | Copa da Ásia de 2000                                  |
| Hidetoshi Nakata     | CM    | 2002–2004  |                                                       |
| Tsuneyasu Miyamoto   | CB    | 2003–2006  | Copa da Asia 2004, Copa do Leste Asiático 2003 e 2005 |
| Yoshikatsu Kawaguchi | GK    | 2006–2008  | Copa do Leste Asiático 2008                           |
| Yuji Nakazawa        | CB    | 2008–2010  | Copa do Leste Asiático 2010                           |
| Makoto Hasebe        | DM    | 2010–2018  | Copa da Ásia de 2011                                  |
| Yuichi Komano        | DF    | 2013       | Copa do Leste Asiático 2013                           |
| Gen Shoji            | CB    | 2017       | Copa do Leste Asiático 2017                           |
| Sho Sasaki           | LB    | 2019       | Copa do Leste Asiático 2019                           |
| Maya Yoshida         | CB    | 2018-2022  | Copa da Ásia de 2019                                  |
| Wataru Endo          | DM    | 2023-atual | Copa da Ásia de 2023                                  |

## Técnicos
| Técnicos             | Periodo   | Recordes | Recordes | Recordes | Recordes | Recordes | Recordes | Recordes | Recordes |
| Técnicos             | Periodo   | Jogos    | Vitória  | Empate   | Derrota  | %        |          |          |          |
| -------------------- | --------- | -------- | -------- | -------- | -------- | -------- | -------- | -------- | -------- |
| Hiroshi Ninomiya     | 1976–1978 | 27       | 6        | 6        | 15       | 22.22%   |          |          |          |
| Yukio Shimomura      | 1979–1980 | 14       | 8        | 4        | 2        | 57.14%   |          |          |          |
| Masashi Watanabe     | 1980      | 3        | 2        | 0        | 1        | 66.67%   |          |          |          |
| Saburō Kawabuchi     | 1980–1981 | 10       | 3        | 2        | 5        | 30%      |          |          |          |
| Takaji Mori          | 1981–1985 | 43       | 22       | 5        | 16       | 51.16%   |          |          |          |
| Yoshinobu Ishii      | 1986–1987 | 17       | 11       | 2        | 4        | 64.70%   |          |          |          |
| Kenzo Yokoyama       | 1988–1991 | 24       | 5        | 7        | 12       | 20.83%   |          |          |          |
| Hans Ooft            | 1992–1993 | 27       | 16       | 7        | 4        | 59.25%   |          |          |          |
| Paulo Roberto Falcão | 1994      | 9        | 3        | 4        | 2        | 33.33%   |          |          |          |
| Shu Kamo             | 1994–1997 | 46       | 23       | 10       | 13       | 50%      |          |          |          |
| Takeshi Okada        | 1997–1998 | 15       | 5        | 4        | 6        | 33.33%   |          |          |          |
| Philippe Troussier   | 1998–2002 | 50       | 23       | 16       | 11       | 46%      |          |          |          |
| Zico                 | 2002–2006 | 71       | 37       | 16       | 18       | 52.11%   |          |          |          |
| Ivica Osim           | 2006–2007 | 20       | 13       | 5        | 3        | 65%      |          |          |          |
| Takeshi Okada        | 2007–2010 | 50       | 26       | 13       | 11       | 52%      |          |          |          |
| Hiromi Hara          | 2010      | 2        | 2        | 0        | 0        | 100%     |          |          |          |
| Alberto Zaccheroni   | 2010–2014 | 55       | 30       | 12       | 13       | 54.54%   |          |          |          |
| Javier Aguirre       | 2014–2015 | 10       | 7        | 1        | 2        | 70%      |          |          |          |
| Vahid Halilhodžić    | 2015–2018 | 38       | 21       | 9        | 8        | 55.26%   |          |          |          |
| Akira Nishino        | 2018      | 7        | 2        | 1        | 4        | 28.57%   |          |          |          |
| Hajime Moriyasu      | 2018–     | 38       | 27       | 5        | 6        | 71.05%   |          |          |          |
| Técnicos             | Periodo   | Recorde  | Recorde  | Recorde  | Recorde  | Recorde  | Recorde  | Recorde  | Recorde  |
| Técnicos             | Periodo   | Jogos    | Vitória  | Empate   | Derrota  | %        |          |          |          |